# Ib Henrik Cavling
Ib Henrik Cavling (født 1. april 1918 i København, død 2. november 1978 i Italien) var en dansk forfatter, der skrev omkring 60 romaner og talrige noveller, der regnes til triviallitteraturen og typisk blev modtaget negativt af anmelderne, men var meget læste. Hans romaner solgte i over to millioner eksemplarer - typisk efter først at have været bragt som føljeton i ugebladet Hjemmet.

## Livsløb
Ib Henrik Cavling var søn af journalisten og forfatteren Viggo Louis Cavling og barnebarn til Henrik Cavling, som han var opkaldt efter. Han blev selv journalistelev, først i Norge og derefter på Aarhus Amtstidende. Han studerede nogle år på forskellige universiteter i Europa og levede af oversættelser og småskriverier. I 1952 udsendte han sin første bog, kærlighedsromanen "Arvingen", der to år senere blev filmatiseret under samme navn med bl.a. Poul Reichhardt, Astrid Villaume, Gunnar Lauring og Ib Schønberg i de bærende roller. Derefter fortsatte hans meget produktive forfatterkarriere resten af hans liv.
I 1947 giftede han sig med Alice Knudsen, som han atter blev skilt fra i 1953. Samme år giftede han sig i Søllerød Kirke med Elvira Hartz Johansen. I 1960 flyttede han til det sydlige Frankrig. Da han i 1969 brød med Hjemmet, fortsatte han som uafhængig forfatter. I 1978 blev han optaget i Kraks Blå Bog.
Han er begravet på Sorgenfri Kirkegård.

## Forfatterskab
Cavling masseproducerede sine romaner, der var meget lig ugebladsføljetoner. Bøgerne udtrykte drømme om rigdom og lykke og handlede først og fremmest om kærligheden. Samtidig udtrykte de en benhård liberalisme, der bl.a. kom markant til udtryk i romanen "Kulturministeren" fra 1973, hvor forfatteren hudflettede den daværende socialdemokratiske kulturpolitik, som efter hans mening ville føre landet ud i ruin. Hans folkelige stil faldt ikke i litteraturkritikernes smag, og han var ikke at finde på bibliotekernes hylder. Men hans bøger solgte godt, og udover debutromanen Arvingen blev også Landsbylægen, April og Slottet filmatiseret. Han udgav i alt ca. 60 bøger og skrev derudover noveller i Ugebladet Hjemmet.